# Cantonul Saumur-Nord
Cantonul Saumur-Nord este un canton din arondismentul Saumur, departamentul Maine-et-Loire, regiunea Pays de la Loire, Franța.

## Comune
- Les Rosiers-sur-Loire
- Saint-Clément-des-Levées
- Saint-Martin-de-la-Place
- Saumur (parțial, reședință)